# Вупперталь-Бармен (округ)
Административный округ Бармен (нем. Stadtbezirk Barmen) — один из шести округов, составляющих территорию города Вупперталь, земля Северный Рейн-Вестфалия, Германия.

## Общая характеристика
Подразделяется на административные районы, которых здесь десять: 50 Бармен-Центр (Barmen-Mitte), 51 Фридрих-Энгельс-Аллее (Friedrich-Engels-Allee), 52 Ло (Loh), 53 Клаузен (Klausen), 54 Ротт (Rott), 55 Зедансберг (Sedansberg), 56 Хатцфельд (Hatzfeld), 57 Котхен (Kothen), 58 Хессельнберг (Hesselnberg), 59 Лихтенплац (Lichtenplatz) Каждый район, кроме собственного названия, обозначается двузначными цифрами от 50 до 59. Современная территория округа, как составная часть Вупперталя, была выделена в 1979 году. Руководство округа базируется на Йоханнес-Рау-плац, 1 (Johannes-Rau-Platz 1) (городская ратуша).

## Особенности округа
Административный округ Бармен является одним из двух основных округов города Вупперталь, где размещаются центральные органы управления, политической, культурной, торговой и экономической деятельности, наряду с округом Эльберфельдом. Это сложилось исторически, так как именно Бармен и Эльберфельд имели градообразующее значение в период их объединения в 1929 году. Именно в Бармене находится городская ратуша. Занимая неширокую часть долины реки Вуппер, все промышленные и гражданские строения округа вынуждены тесниться и располагаться на крутых склонах долины. Главные транспортные артерии проходят вдоль реки Вуппер, в том числе и знаменитая монорельсовая подвесная дорога, называемая Швебебан. С Барменом связаны имена таких известных личностей в истории Германии, как Фридрих Энгельс, Отто Бисмарк, Йоханнес Рау.

## Политическая ориентация
На последних коммунальных выборах, прошедших в 2009 году, за представителей различных партий население проголосовало следующим образом: ХДС — 33,1 %, СДПГ — 27,2 %, Зелёные — 16,4 %, Левые — 7,5 %, остальные партии — 12,4 %. Партийное представительство в руководстве округа таким образом сформировалось в соответствии с пропорциями отданных за кандидатов голосов, среди которых преобладают христианские демократы (ХДС) (7 из 19 представителей).

## Фотогалерея десяти районов округа

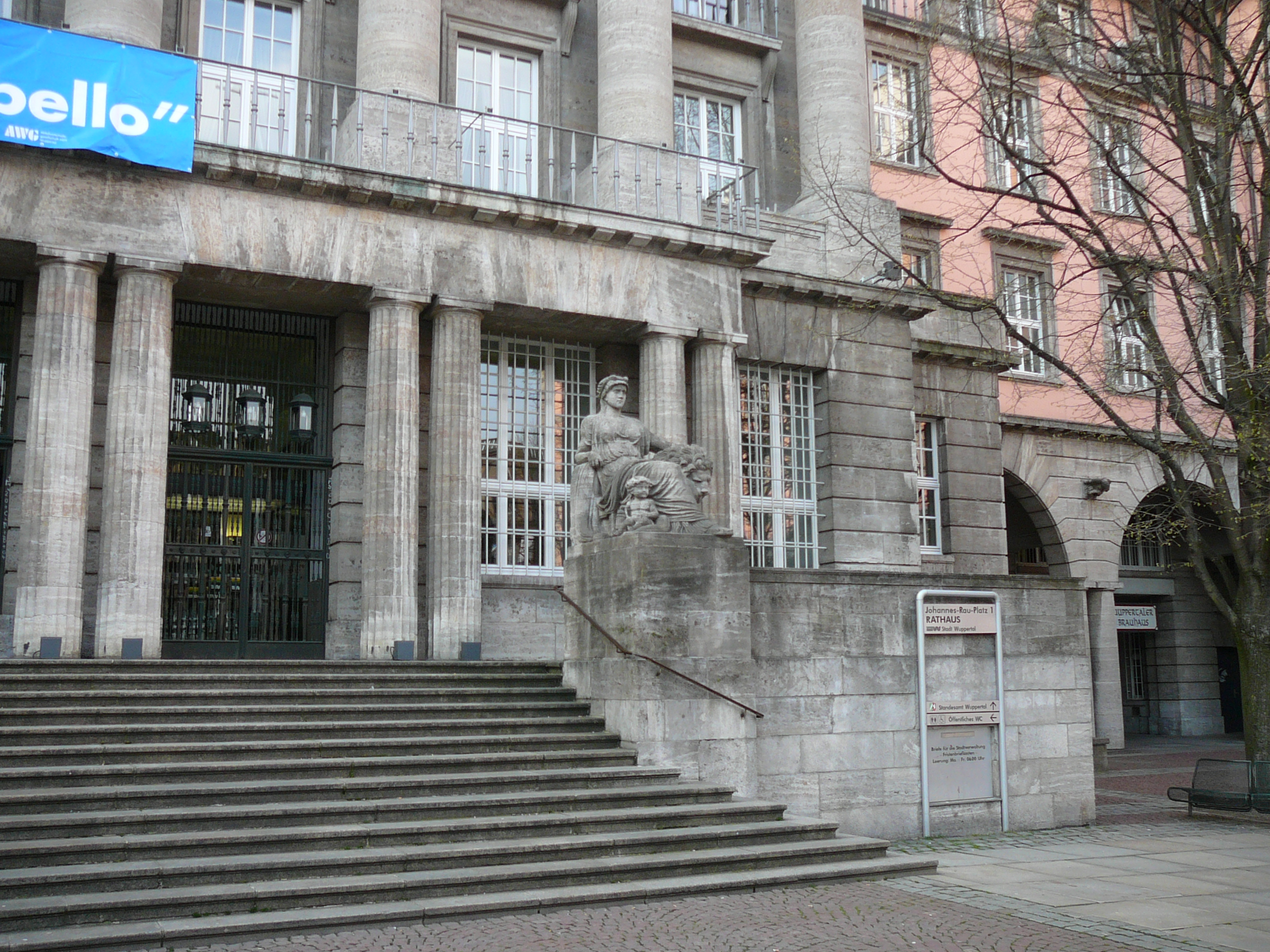
Городская ратуша, Бармен-Центр
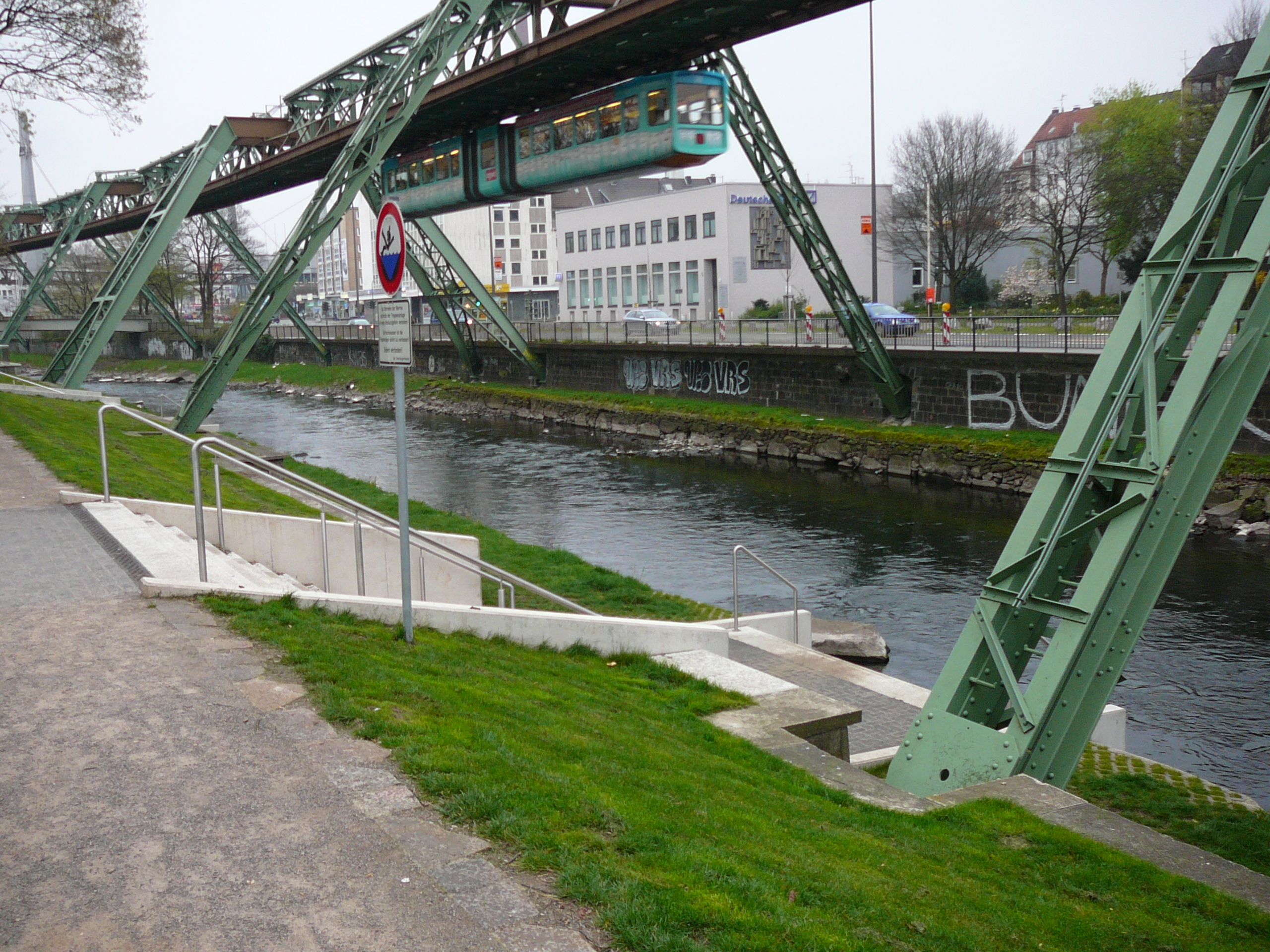
Швебебан, Фридрих-Энгельс-Аллее
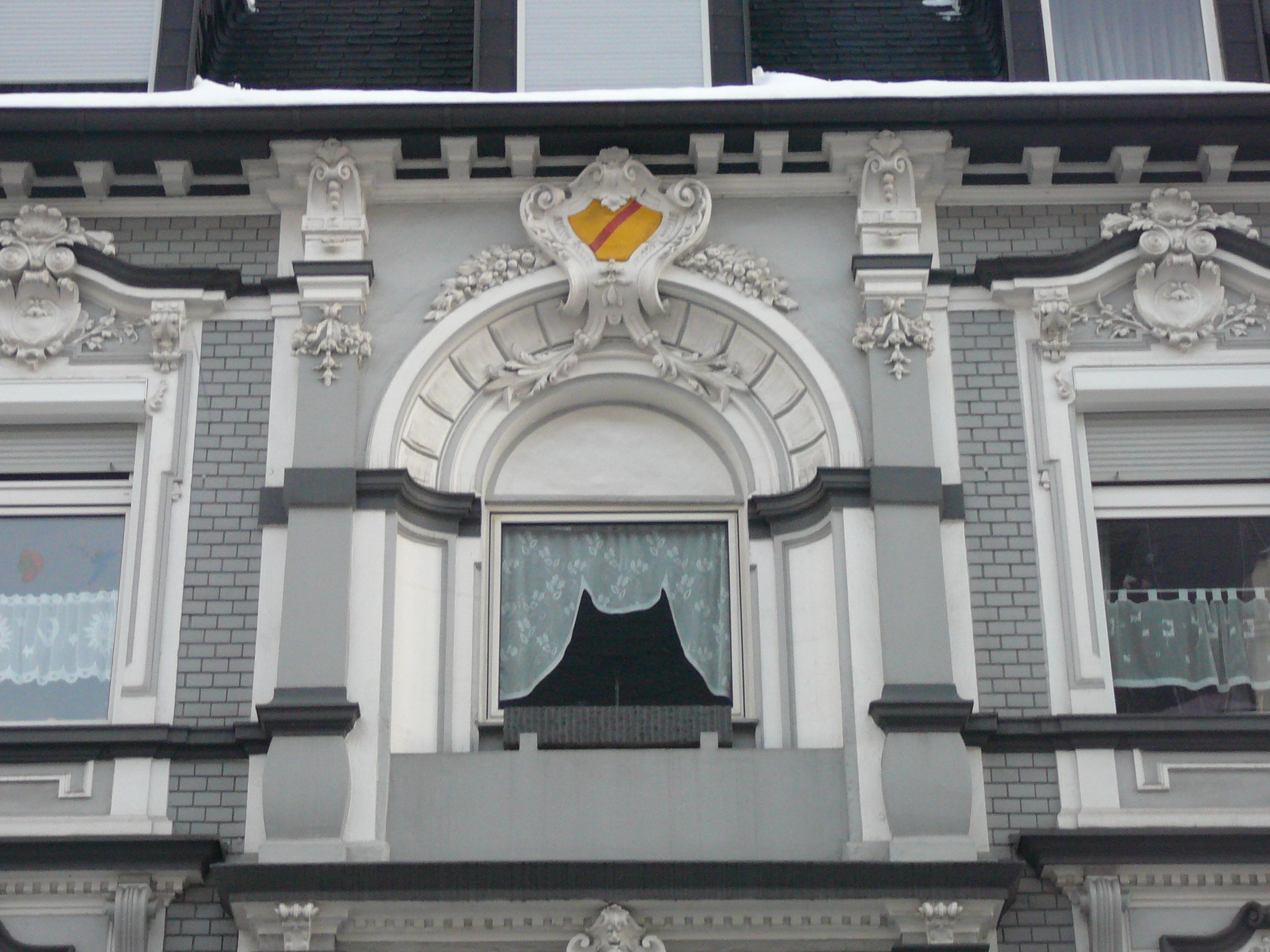
На улице Хюнефельдштрассе, Ло
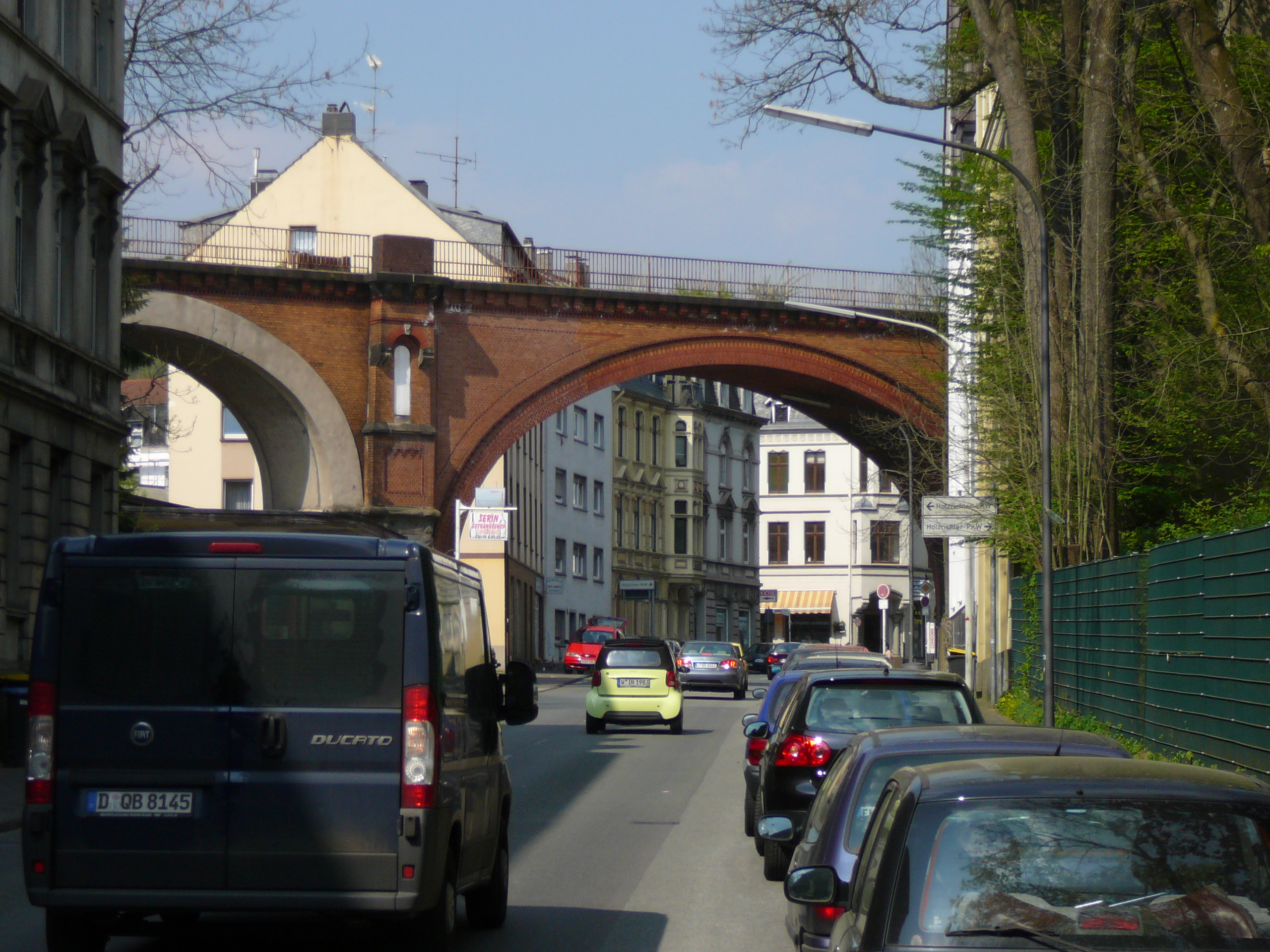
Улица Шёнебекер, Клаузен
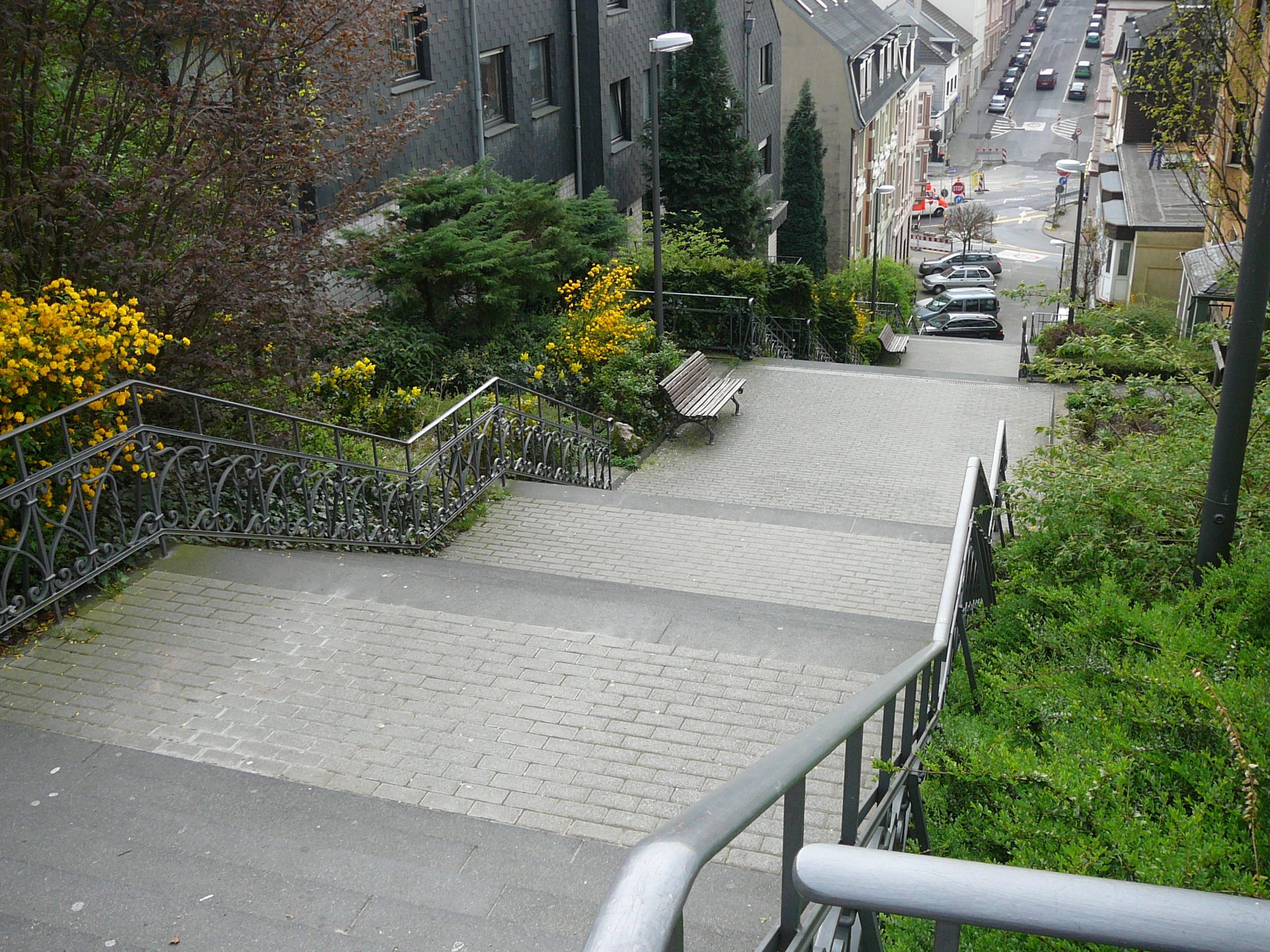
Улица Айхенштрассе, Ротт
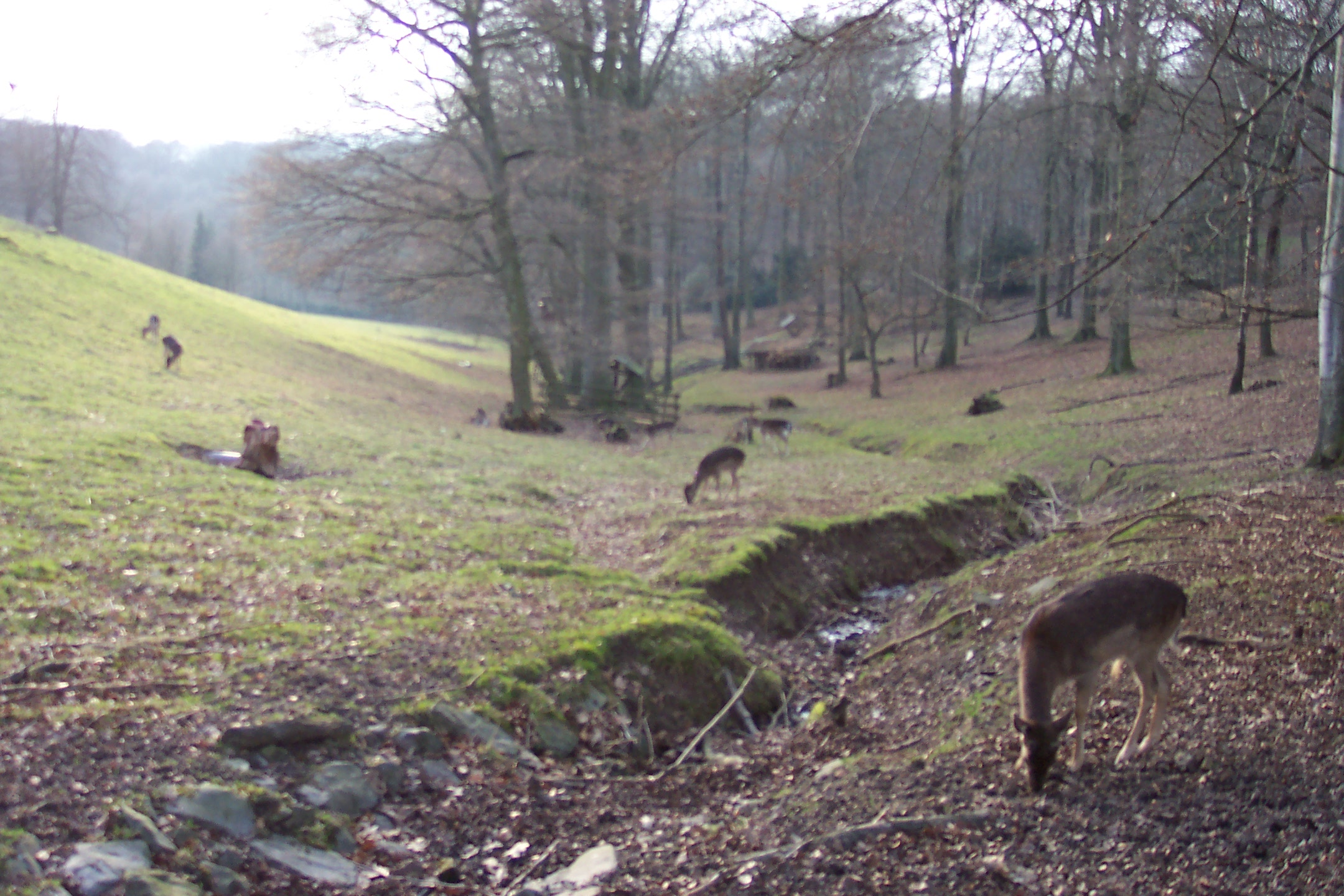
Северный парк, Зедансберг
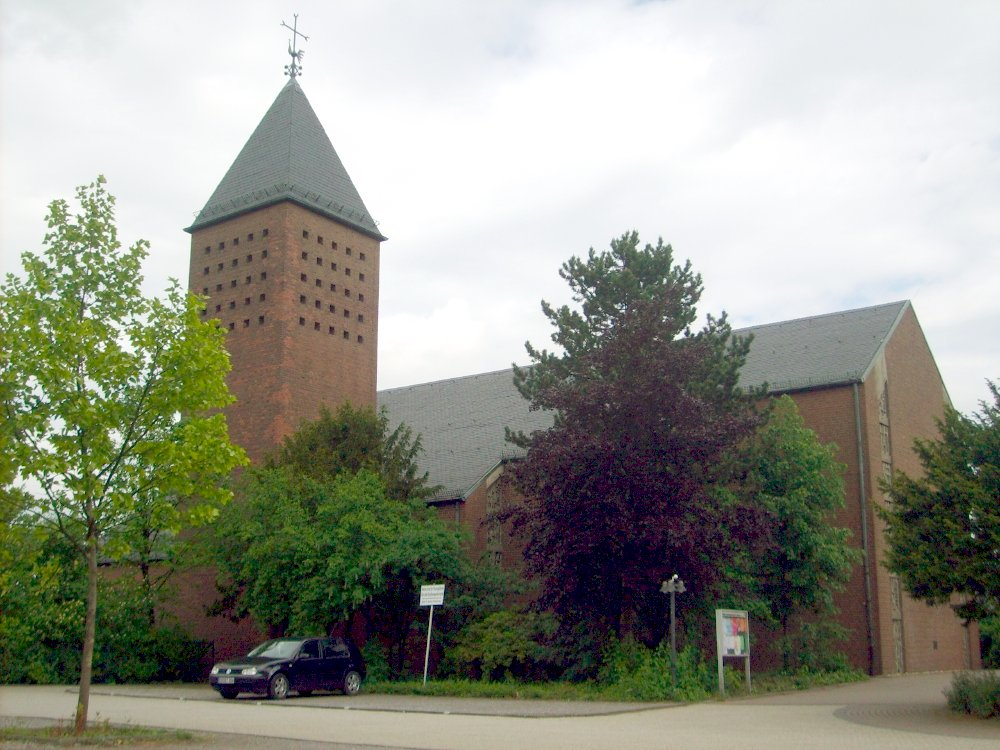
Церковь Св. Конрада, Хатцфельд
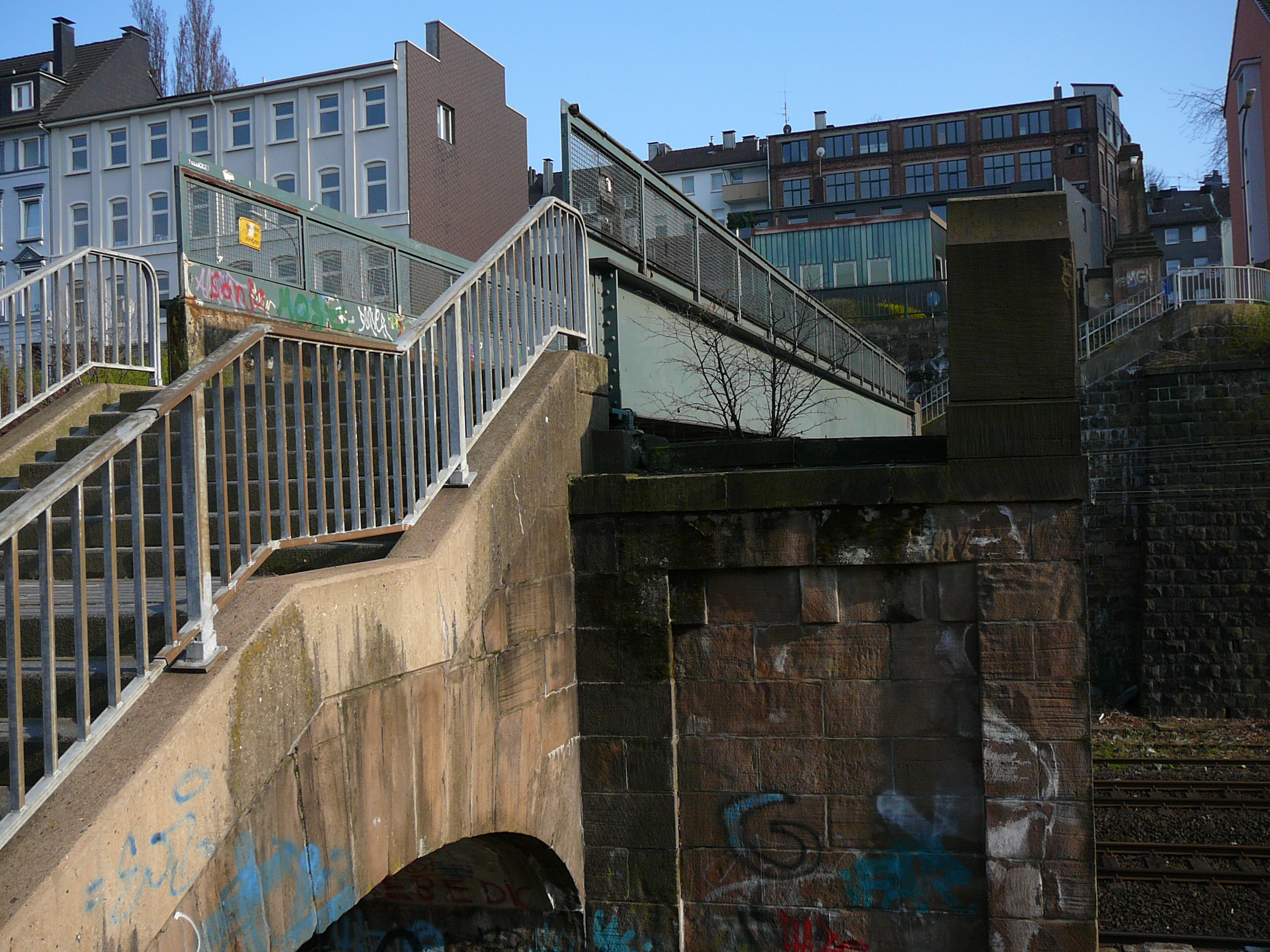
Улица Эрихштрассе, Котхен
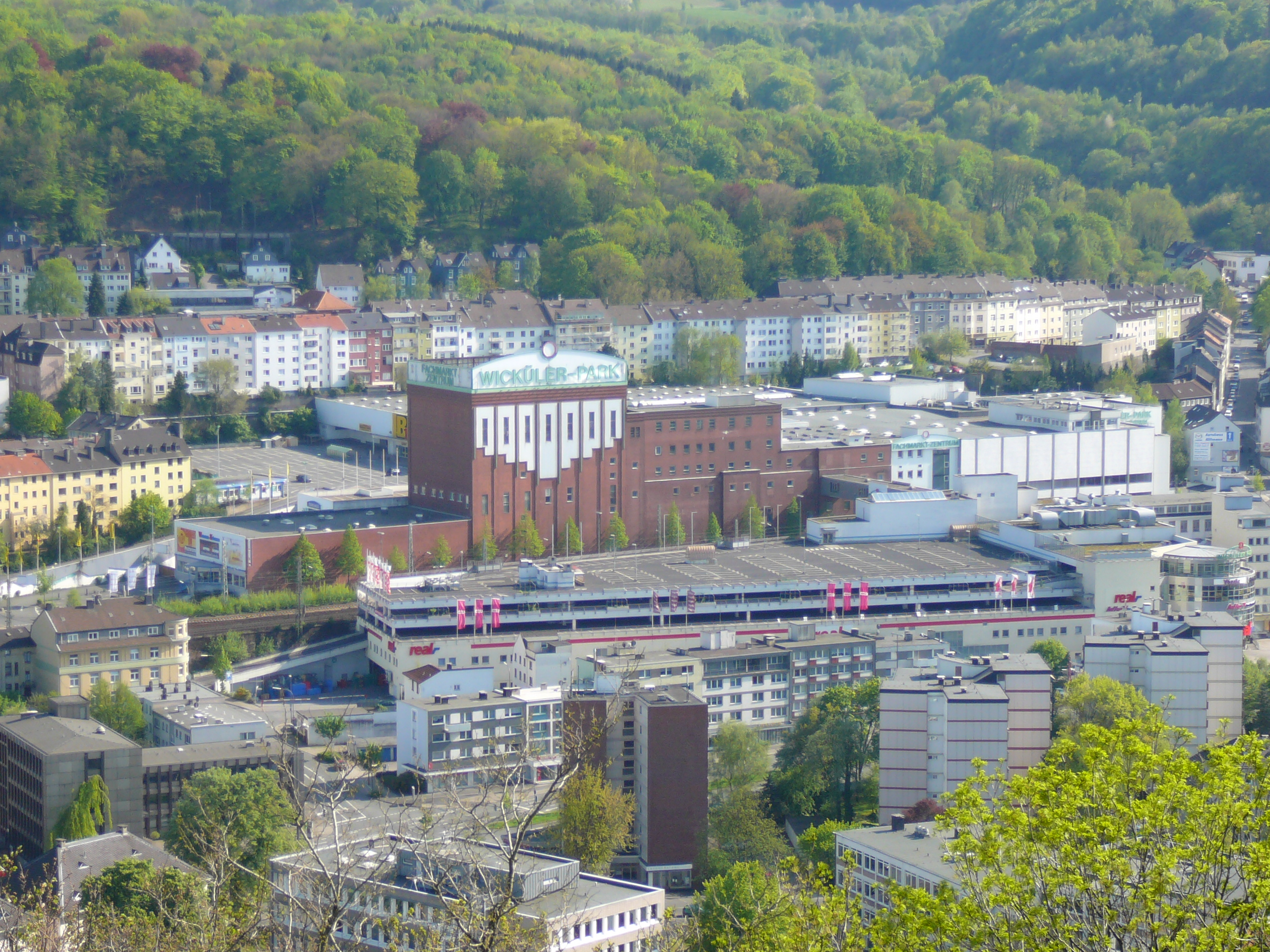
Вид на Хардт, Хессельнберг
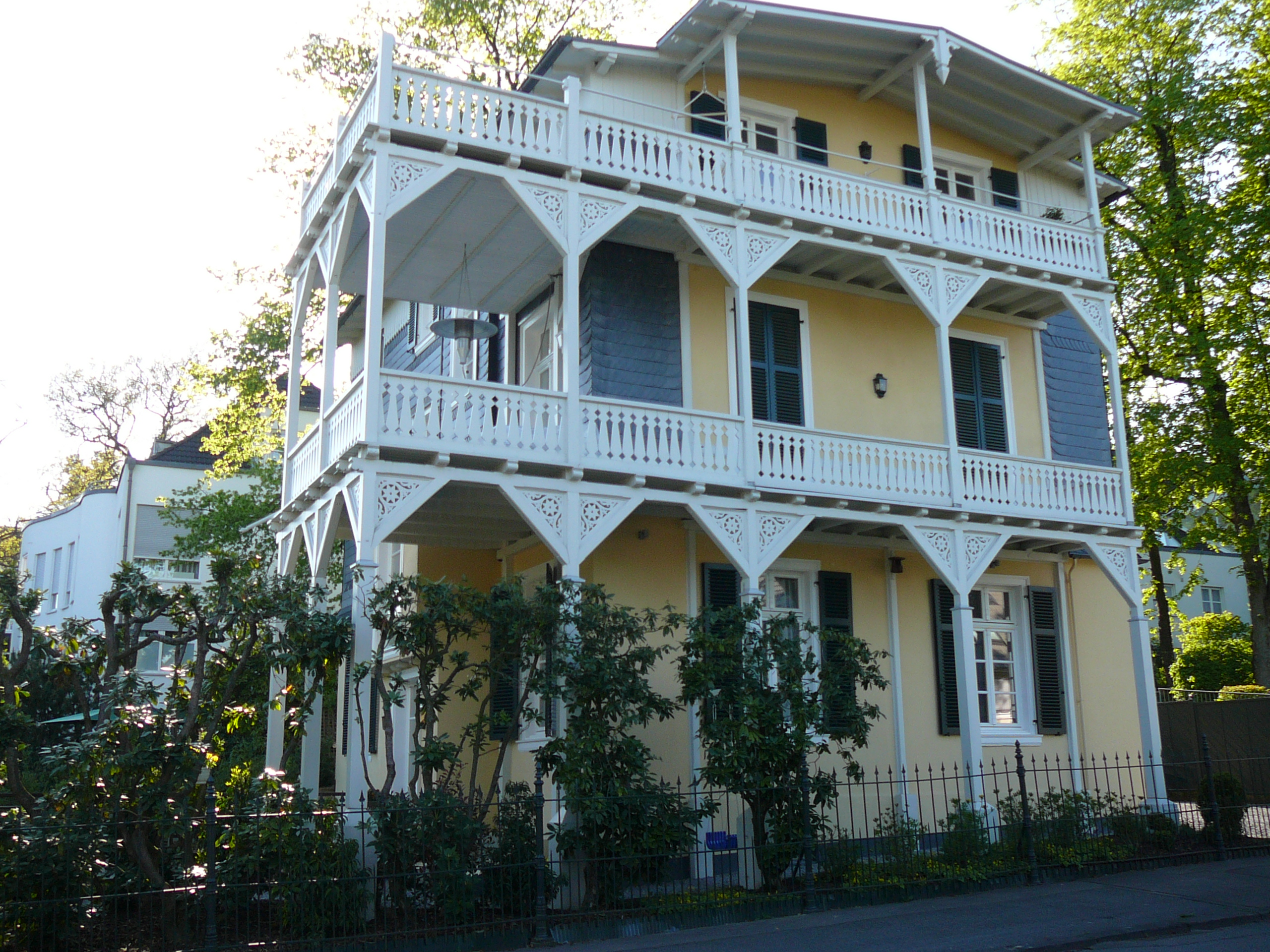
Здание на улице Адольф-Форверк, Лихтенплац